# Kadınhanı (district)
Kadınhanı is een Turks district in de provincie Konya en telt 35.483 inwoners (2007). Het district heeft een oppervlakte van 1126,7 km². Hoofdplaats is Kadınhanı.
De bevolkingsontwikkeling van het district is weergegeven in onderstaande tabel.
| 1997   | 2000   | 2007   |
| ------ | ------ | ------ |
| 41.989 | 41.844 | 35.483 |